# Tatsuo Yoshida
Pour les articles homonymes, voir Tatsuo et Yoshida.
Tatsuo Yoshida (吉田竜夫, Yoshida Tatsuo) (né le 6 mai 1932 à Kyoto - décédé le 5 septembre 1977 à Tokyo), est un mangaka, auteur de tokusatsu et d'anime japonais, fondateur de la maison de production Tatsunoko.

## Biographie
Né en 1932, Yoshida voit la grande crise économique qui s'abattit sur le Japon après la Seconde Guerre mondiale. Encore très jeune, il obtient un premier travail en tant qu'illustrateur (autodidacte) auprès de certains quotidiens de Kyoto. Il déménage ensuite à Tokyo où, après avoir obtenu un bon succès comme scénariste et dessinateur de manga en 1962, il fonde la Tatsunoko Production avec ses deux frères cadets, Kenji et Toyoharu (alias Ippei Kuri).
Dans les premiers à deviner le grand potentiel du petit écran, Yoshida réussit le saut du papier imprimé à l'écran en commençant à produire certaines séries de tokusatsu, parmi lesquelles Ninja butai gekkō de 130 épisodes. Presque en même temps, il commence aussi la production d'anime, obtenant son premier succès discret avec la série Mach Go Go Go qui, réadaptée et renommée Speed Racer (en Italie Superauto Mach 5), s'est révélé peu après un succès mondial. Suivirent des autres succès internationaux, parmi lesquels Gatchaman (en France, La Bataille des Planètes) et Kyashan.
Il remporte le Prix Shōgakukan en 1972 pour Minashigo Hutch.
Sa carrière est stoppée par un cancer du foie qui cause sa mort en 1977, à 45 ans. 

## Œuvres principales

### Tokusatsu
- Ninja butai gekkô (1964)

### Anime
- Mach Go Go Go (1967)
- Kurenai Sanshiro (1969)
- Hakushon daimaho  (1969)
- Kagaku Ninja Tai Gatchaman (1972)
- Shinzo Ningen Casshan (1973)

## Articles liés
- Tatsunoko